# Clara Tice
Clara Tice (Condado de Chemung, 22 de maio de 1888 - Nova Iorque, 2 de fevereiro de 1973) foi uma artista e ilustradora norte-americana do movimento avant-garde. Por sua arte provocativa e aparições públicas tidas escandalosas para a moral da época, era vista como uma legítima representante da vida boêmia do Greenwich Village, na cidade de Nova Iorque, que lhe rendeu o título informal de "Rainha do Greenwich Village".

## Vida pessoal
Clara nasceu em 1888, no Condado de Chemung, no estado de Nova York. Desde criança foi encorajada pelos pais a desenhar e ilustrar, algo bem raro para a época. Já adolescente, ingressou no Hunter College, mas largou o curso e se tornou aluna do pintor Robert Henri. Trabalhando com ele, Clara adotou um estilo próprio, combinando elementos de art nouveau com um minimalismo gráfico que era bem à frente de seu tempo.
Clara ficou conhecida na cidade, depois de uma reportagem do The New York Times como a primeira mulher, no Greenwich Village, a cortar seu cabelo curto.

## Carreira
Sua grande aparição pública se deu em 1915, quando seus amigos organizaram uma exposição em um popular restaurante da boemia nova-iorquina, no Greenwich Village, que logo foi interrompida pela Sociedade de Supressão de Vícios e Maus Costumes de Nova Iorque, uma instituição devotada a manter a moral pública. Por sorte, um editor que viu a exposição comprou os trabalhos mais explícitos de Clara, para impedir o confisco pela sociedade de supressão.
A grande controvérsia sobre o caso trabalhou a seu favor. Pegando carona na polêmica levantada pela sociedade de supressão, o editor da revista Vanity Fair, Frank Crowninshield, decidiu publicar fotos nuas de Clara junto a um anúncio de um julgamento ironizando o caso da censura contra ela. Outras revistas começaram a publicar suas ilustrações, como Rogue, The Blind Man e Cartoons magazine.
Nos anos seguintes, Clara se tornaria parte importante do cenário artístico do Greenwich Village, expondo trabalhos com colegas e amigos. Durante a década de 1920, Clara ilustrou mais de dez livros com suas imagens eróticas, que hoje são peças de colecionador bastante caras nos mercados de leilões. Por volta de 1940, seu livro, ABC Dogs, foi publicado. Ele difere de seus trabalhos anteriores por ser um livro infantil, onde cada letra do alfabeto é representada por uma raça de cachorro cuja letra inicial corresponde com a letra ilustrada. O livro reacendeu o interesse do público por seu trabalho. Clara também começou a trabalhar em um livro de memórias, mas nunca o completou.

## Morte
Clara morreu na obscuridade na cidade de Nova Iorque, em 2 de fevereiro de 1973, aos 84 anos. Seu corpo foi cremado e a localização de suas cinzas é desconhecida.